# Monclar (Lot-et-Garonne)
Monclar település Franciaországban, Lot-et-Garonne megyében. Lakosainak száma 898 fő (2022. január 1.). Monclar Brugnac, Castelmoron-sur-Lot, Coulx, Fongrave, Montastruc, Pinel-Hauterive és Saint-Étienne-de-Fougères községekkel határos.

## Népesség
A település népességének változása:
| Lakosok száma | 1081 | 977  | 979  | 914  | 846  | 861  | 871  | 882  | 890  | 898  |
|               | 1968 | 1982 | 1990 | 2006 | 2013 | 2015 | 2017 | 2019 | 2020 | 2022 |